# Luminografia

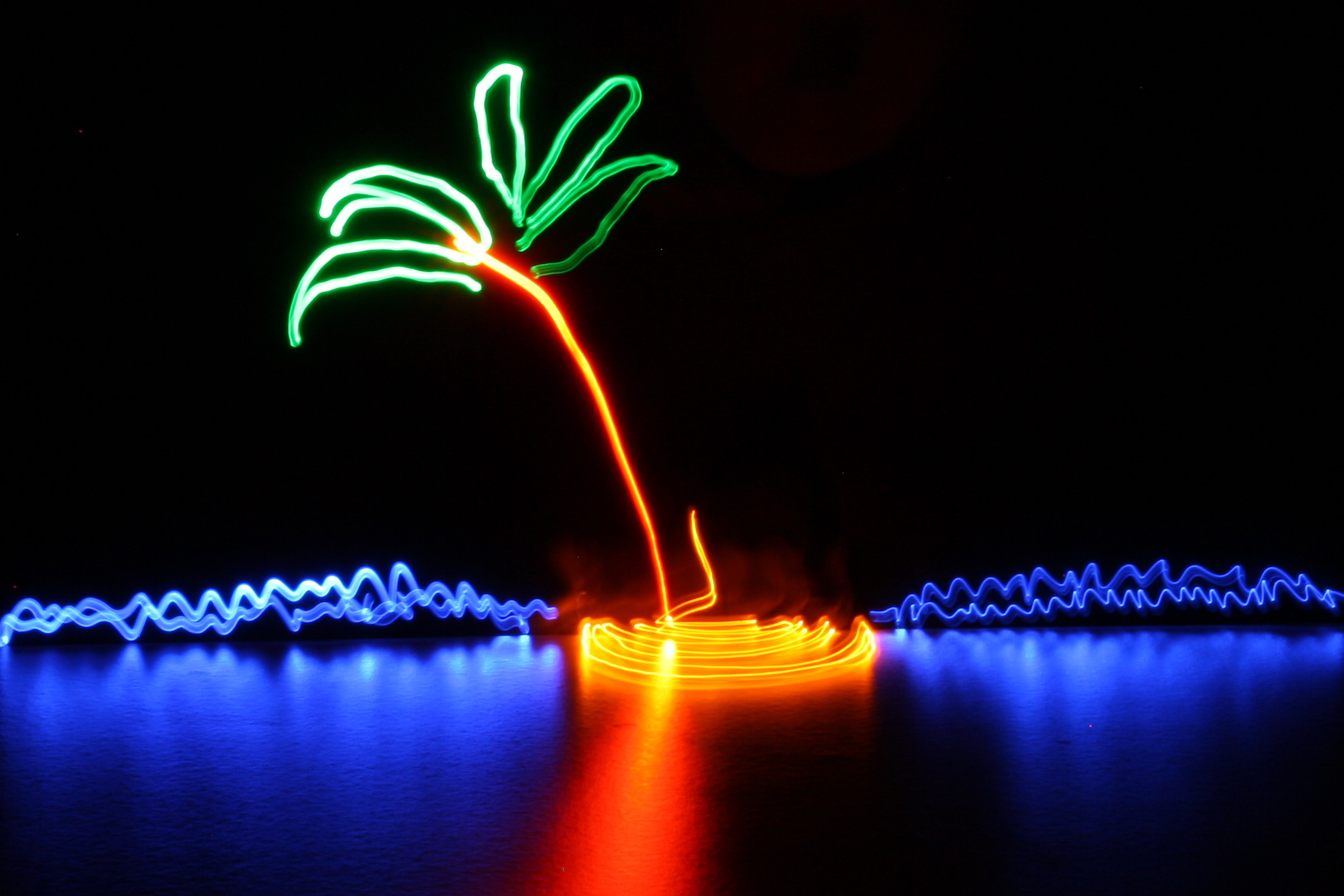
Luminografia wielokolorowa z użyciem kilku diod LED

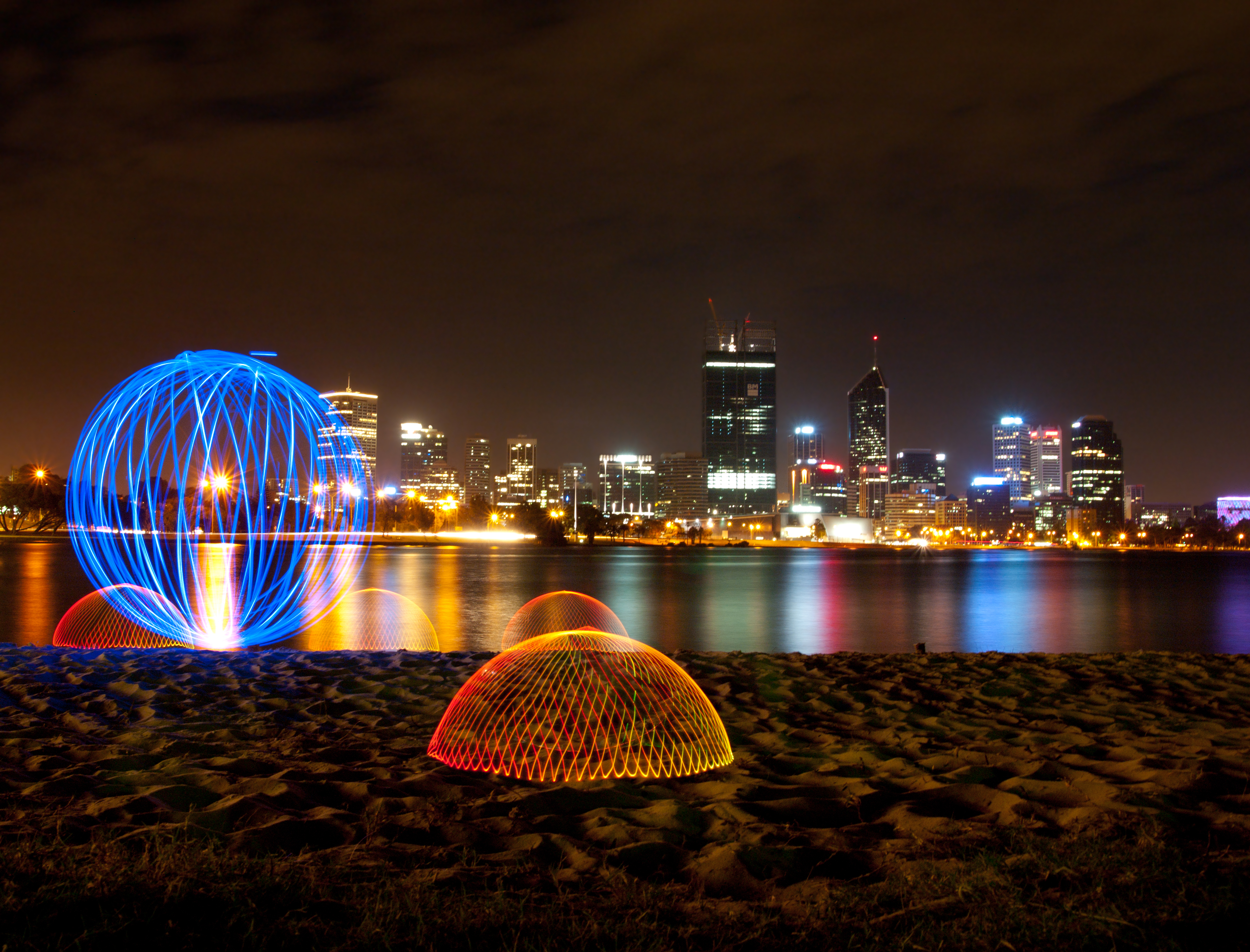
Perth, Australia

Luminografia (malowanie światłem) – technika wykonywania fotografii z użyciem szybko poruszających się źródeł światła pozostawiających na zdjęciu smugi.
Metodą luminografii można wykonywać również zdjęcia abstrakcyjne, polegające na umieszczeniu źródła światła w wahadle wykonującym złożony ruch (np. figury Lissajous).